# Natalia Obrenović
Natalia Obrenović, zd. Keszko (ur. 2/14 maja 1859 we Florencji, zm. 8 maja 1941 w Saint-Denis) – szlachcianka rosyjska, pochodzenia mołdawskiego, w latach 1882–1888 królowa Serbii jako małżonka Milana I, matka kolejnego króla Serbii Aleksandra.

## Życiorys

### Dzieciństwo
Była córką rosyjskiego pułkownika Piotra Keszki i jego małżonki Pulheriji, księżniczki mołdawskiej. Urodziła się w rodzinnym majątku we Florencji. W wieku sześciu lat straciła ojca, zaś jej matka, będąc słabego zdrowia, spędzała większość czasu w uzdrowiskach, nie opiekując się trójką córek i synem. Dziećmi zajmowali się inni krewni oraz angielskie i francuskie guwernantki. Gdy przyszła królowa Serbii miała 15 lat, jej matka zmarła.

### Księżna-małżonka Serbii
W 1871 serbska księżna Maria pokazała dwunastoletniej Natalii portret swojego wnuka, księcia Milana. Cztery lata później ogłoszono najpierw zaręczyny pary, a następnie, 5 października 1875 w soborze św. Michała Archanioła w Belgradzie miał miejsce ich ślub. Świadkiem podczas uroczystości był cesarz Rosji Aleksander II, gościli na niej także przedstawiciele dworów niemieckiego i austriackiego. Z powodu trwającego powstania w Hercegowinie i możliwej wojny z Turcją ślub Milana i Natalii był stosunkowo skromny. Początkowo małżonkę księcia przyjęto w Serbii z rozczarowaniem, Serbowie mieli bowiem nadzieję, że Milan weźmie ślub z rosyjską księżniczką. Natalia szybko zyskała jednak sympatię społeczeństwa swoim zachowaniem, charakterem, zaangażowaniem w opiekę nad rannymi żołnierzami, a ostatecznie tym, że już rok po ślubie urodziła następcę tronu.
Małżeństwo Natalii i Milana początkowo było bardzo szczęśliwe. Książę był zakochany w swojej żonie, miała ona dobry wpływ na jego gwałtowny i nerwowy charakter. Następnie jednak doszło między nimi do sporów politycznych: Natalia była przekonaną rusofilką, podczas gdy Milan skłaniał się ku sojuszowi z Austro-Węgrami. Do sporów dochodziło również w życiu prywatnym. Natalia przekonała męża, by obaj urodzeni w ich małżeństwie synowie otrzymali imiona rozpowszechnione w Rosji – Aleksander i Sergiusz, podczas gdy Milan chciał nadać jednemu z synów imię swojego ojca i założyciela dynastii Obrenoviciów – Miłosz. Małżonkowie ostatecznie oddalili się od siebie po śmierci drugiego syna, który zmarł pięć dni po narodzeniu.

### Królowa Serbii. Spory w małżeństwie i rozwód
W 1882 Serbia stała się królestwem, co oznaczało, iż Milan i Natalia przyjęli tytuły króla i królowej. Serbska królowa małżonka była uważana za jedną z najpiękniejszych królowych w Europie. Żywo interesowała się polityką i sprawami wojskowymi Serbii.
Do 1885 pogarszające się relacje między królem i królową Serbii ukrywano przed opinią publiczną. W wymienionym roku jednak, pod wrażeniem klęsk Serbii w wojnie z Bułgarią, król Milan rozważał abdykację i wyjazd z kraju razem z rodziną. Natalia sprzeciwiła się, dążąc do tego, by jej syn został w przyszłości królem. Królowa otwarcie występowała przeciwko mężowi, zaś w 1887 publicznie spoliczkowała żonę ambasadora Grecji, oskarżając ją o to, że jest kochanką Milana. Po tym wydarzeniu małżonkowie zdecydowali, iż królowa wyjedzie z synem za granicę, gdzie Aleksander miał uczyć się i przygotowywać do wstąpienia na tron. W 1888 Milan, w porozumieniu z policją niemiecką, doprowadził do odebrania Natalii syna i doprowadzenia go do Belgradu, podczas gdy królowej zabroniono wjazdu do kraju. Ogłoszono rozwód Milana i Natalii. W 1889 skompromitowany licznymi skandalami politycznymi i osobistymi król abdykował na korzyść księcia Aleksandra.

### Po abdykacji Milana. Wygnanie

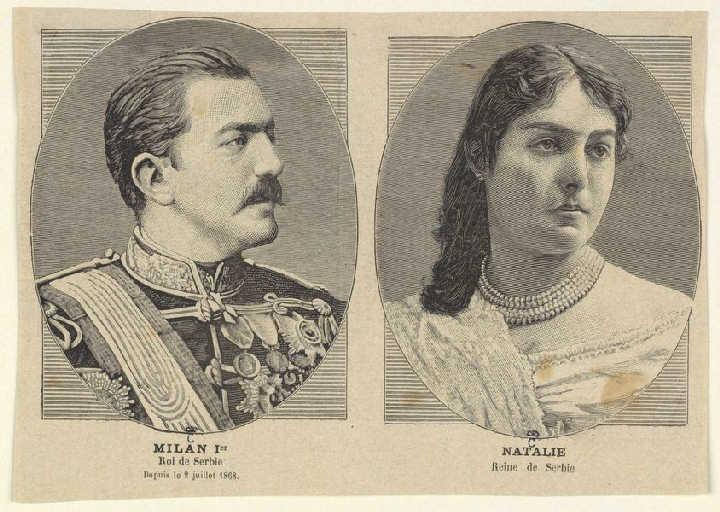
Podobizny króla Milana i królowej Natalii

Nadal nie mogąc wrócić do Serbii, Natalia zamieszkała w Biarritz, w willi, którą nazwała od imienia syna Sašino. Małoletni syn odwiedzał ją rzadko. W 1891, gdy była królowa, wciąż uważając się za członkinię serbskiej rodziny królewskiej, przybyła do Belgradu, zatrzymano ją i siłą zmuszono do wyjazdu pociągiem z kraju. W 1893, gdy Aleksander osiągnął odpowiedni wiek i przejął osobistą władzę w Serbii, znowu zaczęła odwiedzać go w kraju. W 1897 doszło jednak między nimi do ostatecznego zerwania, gdy jej syn nawiązał romans, a następnie postanowił ożenić się z damą jej dworu Dragą Mašin. Była królowa wyjechała z Serbii na zawsze, a w 1902 symbolicznie zerwała ostatnią więź z tym krajem, przechodząc z prawosławia na katolicyzm obrządku łacińskiego. Gdy jej syn z żoną został w 1903 zamordowany podczas przewrotu wojskowego, nie wzięła nawet udziału w nabożeństwie żałobnym odprawionym w Paryżu.

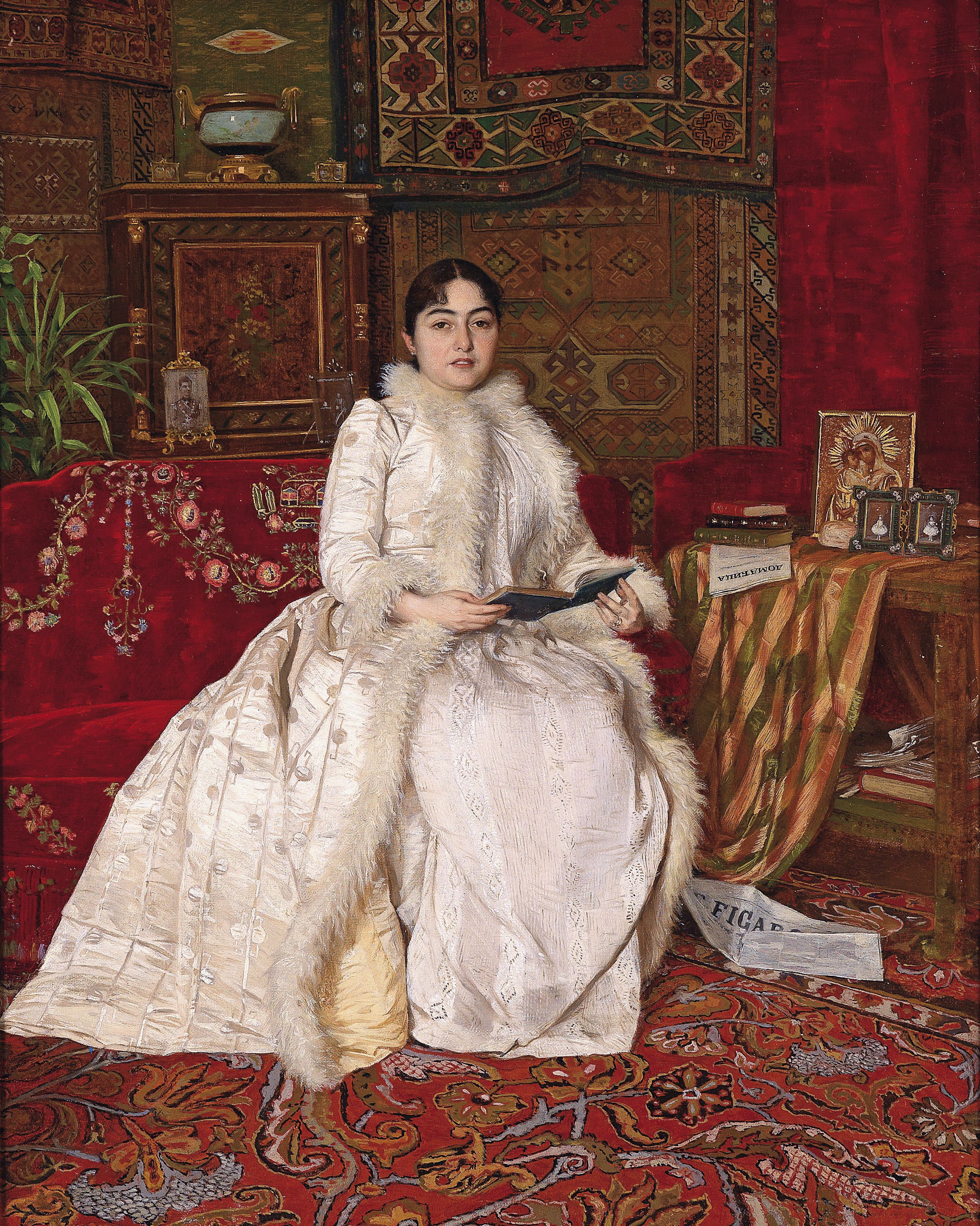
Natalia na wygnaniu we Francji, obraz Urosa Predicia, 1890

Dopiero podczas I wojny światowej zgodziła się wziąć udział w akcjach charytatywnych na rzecz serbskich uchodźców i ofiar wojny. Po zakończeniu wojny opuściła Biarritz i zamieszkała w klasztorze w Paryżu, zajmując się nadal dobroczynnością. Zmarła w 1941 i została pochowana w Lardy.